# الممنوع من الصرف
المنصرف (من فعل انصرف مطاوع صرف)، عند النحاة هو الاسم المستوفي الحركات الثلاث مع التنوين ويسمى المتمكن الأمكن لأنه معرب منصرف. والممنوع من الصرف هو الاسم الذي لا يدخله الجر ولا التنوين إلا لضرورة. يسمى الممنوع من الصرف، والممتنع من الصرف وغير المنصرف والمتمكن غير الأمكن، ما لزم النصب مفعولا مطلقا. يقال للمنصرف في الاصطلاح القديم المجرى وغير المنصرف غير المجرى والمنعي.
| علم                | نعت                      | اسم                         |
| ------------------ | ------------------------ | --------------------------- |
| مؤنث               | على وزن فعلان مؤنثه فعلى | صيغة منتهى الجموع           |
| أعجمي              | على وزن أفعل مؤنثه فعلاء | مختوم بألف التأنيث الممدودة |
| مركب مزجي          | على وزن فُعل أُخَر          | مختوم بألف التأنيث المقصورة |
| على وزن فِعْلٍ ما     | مفعل وفعال               |                             |
| على وزن فُعَل        |                          |                             |
| زيادة الألف والنون |                          |                             |

## تقسيم

### المنصرف

#### فعل منصرف
الفعل المتصرف هو ما اختلفت بنيته لاختلاف زمانه كضرب للزمان الماضي ويضرب للحال أو للاستقبال. ويقابله الجامد وهو ما لزم بناءً واحداً كَليس وعسى ونحوهما.

#### اسم منصرف
الاسم المتصرف هو ما يثنى ويجمع ويصغر وينسب إليه كالرجل. الظرف المتصرف هو ما استعمل ظرفاً كَقَبْل وَبَعْد أو مَجْرُوُرَاً بمن كَعِنْد ولَدُن.

#### مصدر منصرف
المصدر المتصرف هو ما لا يلزم النصب على المفعولية المطلقة كالقيام والقعود.

### الممنوع من الصرف
ذكر النحاة عللاً منعت الاسم من الصرف وهي تسع علل ويجمعها قوله:
إِذَا اثْنَانِ مِنْ تِسْعٍ ألَـمَّـــا بِلَفْظَةٍ       
فَدَعْ صَرْفَهَا وَهْيَ: الزِّيَادَةُ وِالصِّفَة
وَجَمْعٌ وَتَأْنِيثٌ، وَعَدْلٌ، وَعُجْمَةٌ        
وَإِشْبَاهُ فِعْلٍ، وَاخْتِصَارٌ، وَمَعْرِفَة.
والأسماء التي تمنع من الصرف نوعان: نوع يمنع من الصرف لعلة واحدة. ونوع آخر يمنع من الصرف لعلتين.

### الممنوع من الصرف لعلة واحدة
- الأسماء المنتهية بألف التأنيث، سواء أكانت ألف التأنيث الممدوة مثل: زرقاء، صحراء، وأصدقاء.[24][25]

وألف التأنيث المقصورة مثل: سلمى، وحبلى، ومرضى.
- صيغة منتهى الجموع، وهي ما كانت على وزن (مفاعِل ومفاعيل، وفواعل وفواعيل).[26][27]

مثل: قوله سبحانه وتعالى :(وَلَقَدْ زَيَّنَّا السَّمَاءَ الدُّنْيَا بِمَصَابِيحَ وَجَعَلْنَاهَا رُجُومًا لِّلشَّيَاطِينِ).
كلمة مصابيح مجرورة بالفتحة نيابةً عن الكسرة لأنها على وزن مفاعيل.

### ثانيًا/ الممنوع من الصرف لعلتين
- العلم المختوم بتاء التأنيث، سواء كان العلم خاصًّا بالمؤنث كخديجة وصفية وفاطمة، أو كان علمًا لمذكر كطلحة ومعاوية وعنترة.[28]
- العلم المؤنث بالمعنى، بشرط يكون زائدًا عن ثلاثة أحرف، مثل: زينب، مريم، سعاد.[29]
- العلم الأعجمي، بشرط أن يكون زائدًا عن ثلاثة أحرف، مثل: إبراهيم، إسماعيل، إسحاق، يعقوب.[30]
- المركب تركيبًا مزجيًا، عرَّفه سيبويه بقوله: "هذا باب الشيئين اللذين ضُمَّ أحدهما إلى الآخر فجُعلا بمنزلة اسم واحد"، مثل: حضرموت، بعلبك.[31]
- العلم المختوم بألف ونون زائدتين: إن كانت الألف والنون حرفيين أصليين فإن العلم يكون مصروفًا، ويستدل النحاة على زيادة الألف والنون بأن يتقدمها ثلاثة أحرف أصلية أو أكثر، مثل: سلمان، عمران، عثمان.[32]
- العلم المعدول، مثل: سحر معدول عن السحر، عمر معدول عن عامر.[33]
- العلم الموازن للفعل، مثل: أحمد، يزيد. فلا نقول مررت بيزيدٍ، بل مررت بيزيدَ، لأنه ممنوع من الصرف بسبب العلمية والوزن.[34]
- الصفة المختومة بألف ونون زائدتين، مثل: عطشان، غضبان، عجلان وأشباهها.[35][36]
- الصفة المعدولة: وذلك في الكلمات المشهورة التالية: مَثنى، ثُلاث، رُباع، أُخر.[37][38]
- الصفة التي على وزن الفعل، مثل: أعرج، أفضل، أخضر.[39]

## ملخص
يمكن تبسيط الممنوعات من الصرف على النحو التالي:
1. كل علم مؤنث حروفه أكثر من ثلاثة، نحو خديجة وزينب.
2. كل علم أعجمي، حروفه أكثر من ثلاثة، نحو إبراهيم ويوسف وأنطون.
3. كل علم مزيد في آخره ألف ونون، نحو عدنان، فإنه من عدن بالمكان إذا أقام به، ومروان، فإنه من المرو (ضرب من الحجارة).
4. كل علم مركب من كلمتين جعلتا كلمة واحدة، نحو بعلبك وحضرموت.
5. كل علم وزنه مقصور على وزن الفعل، نحو يزيد، أو مشترك بين الفعل والاسم وسمع استعماله ممنوعاً من الصرف، نحو أحمد.
6. كلمة أُخُر جمع أخرى، نحو سافرت المعلمات ونساء أُخُر.
7. خمسة عشر علماً على وزن فُعَل، ليس في العربية سواها، وهي: عمر ومضر وقزح وجحى وزحل وزفر وبلع وهذل وهبل وثعل وجشم وجمح ودلف وعصم وقثم.
8. كل اسم مزيد في آخره ألف مقصورة أو ألف ممدودة.
9. ما كان من الأسماء وزنه أفعل، سواء كان صفة نحو: أحمر وأخضر وآخَر، أو علماً، نحو: أحمد وأسعد وأكرم، أو اسم تفضيل نحو أفضل وأحدث.
10. كل اسم وزنه مفاعل أو مفاعيل.
11. وزن مَفعَل وفُعال وهما وزنان منعتهما العرب من الصرف، واستغنت بهما عن تكرار الأعداد من واحد إلى عشرة مرتين، نحو سافر الناس أُحاد أو موحد، أي واحداً واحداً.

## ألفية ابن مالك
1. اِجْمَع = صيغة منتهى الجموع.
2. زِنْ = وزن الفعل، في العلم والوصف.
3. عَادِلاً = العدل، في العلم والوصف.
4. أَنّثْ = التأنيث، في العلم، والأسماء التي تنتهي بألف مقصورة وممدودة.
5. مَعْرِفَــــــــــةٍ = العلمية.
6. ركِّبْ = المركب المزجي.
7. زِدْ = زيادة الألف والنون.
8. عُجْمَةً = الاسم الأعجمي.
9. الْوَصْفُ =  أي فالوصف لها كمل وتمَّ وحصر العلل بذكرها مسرودة فيما سبق.